# Hyeonggok-dong
Hyeonggok-dong (koreanska: 형곡동) är en stadsdel i staden Gumi i provinsen Norra Gyeongsang i den centrala delen av Sydkorea, 200 km sydost om huvudstaden Seoul.

## Indelning
Administrativt är Hyeonggok-dong indelat i:
| Namn    | Namn                 | Yta km² | Invånare 31 dec 2020 |
| ------- | -------------------- | ------- | -------------------- |
| 형곡1동 | Hyeonggok 1(il)-dong | 2,33    | 14 750               |
| 형곡2동 | Hyeonggok 2(i)-dong  | 2,56    | 17 109               |